# Бургас (полуостров)
Вижте пояснителната страница за други значения на Бургас.
Бургас (62°37′40″ ю. ш. 59°54′00″ з. д. / 62.627778° ю. ш. 59.9° з. д.) е преобладаващо покрит с лед полуостров в източния край на остров Ливингстън, Антарктика.

## Етимология
Полуостровът е наименуван в чест на град Бургас през 2002 г. Кораби на предприятието „Океански риболов – Бургас“ ловят риба във водите на Южна Джорджия, Кергелен, Южните Оркнейски острови, Южните Шетландски острови и Антарктическия полуостров от 1970 г. до началото на 1990-те години.
Българските риболовци, наред с тези на Съветския съюз, Полша и Източна Германия, са пионерите на съвременния антарктически риболов.”

## Описание
Полуостров Бургас е с дължина 10 km по направление изток-североизток и ширина 4.7 km в източния край на остров Ливингстън. Разположен е южно от Лунния залив, югоизточно от залива Бруикс и северозападно от протока Брансфийлд. Във вътрешността му се простира хребетът Делчев, част от Тангра планина.

## Картографиране
Британска топографска карта на полуострова от 1822 и 1968 г., чилийска от 1971 г., аржентинска от 1980 г., испанска от 1991 г. и българска от 2005 и 2009 г.

## Карти
- L.L. Ivanov. Antarctica: Livingston Island and Greenwich, Robert, Snow and Smith Islands. Scale 1:120000 topographic map. Troyan: Manfred Wörner Foundation, 2009.
- L.L. Ivanov et al. Antarctica: Livingston Island, South Shetland Islands (from English Strait to Morton Strait, with illustrations and ice-cover distribution). Топографска карта в мащаб 1:100000. София: Antarctic Place-names Commission of Bulgaria, 2005.
- Л. Иванов. Антарктика: Остров Ливингстън и острови Гринуич, Робърт, Сноу и Смит. Топографска карта в мащаб 1:120000. Троян: Фондация Манфред Вьорнер, 2009. ISBN 978-954-92032-4-0